# 하서절도사
하서절도사(河西節度使)는 당나라가 양주(涼州)에 설치한 절도사이다. 당 현종 때 10개의 큰 절도사 중 하나가 되었다. 당나라 말기에 다시 설치한 하서군(河西軍)은 오대까지 양주 일대의 관군 잔여세력이 되었다.

## 성당(盛唐) 시기의 역사
당 예종 경운 2년(711년) 4월, 하발연사(賀拔延嗣)를 양주도독(涼州都督)에 임명하고 하서절도사에 충임하였다. 하서절도사는 토번과 돌궐 사이를 단절시키는 책무가 있었고, 양주(涼州, 武威郡, 현재의 간쑤성 우웨이시)를 다스렸으며 양주(涼州), 감주(甘州), 숙주(肅州), 과주(瓜州), 사주(沙州), 이주(伊州), 서주(西州)의 일곱 주를 통할하였다.

### 역대 절도사
- 하발연사(賀拔延嗣, 711년 ~ 714년)
- 곽건관(郭虔瓘, 714년 ~ 720년)
- 양경술(楊敬述, 720년 ~ 721년)
- 왕군착(王君㚟, 721년 ~ 723년)
- 장경충(張敬忠, 723년 ~ 727년)
- 이사직(李嗣直, 727년)
- 소숭(蕭嵩, 727년 ~ 729년)
- 우선객(牛仙客, 732년 ~ 737년)
- 최희일(崔希逸, 737년 ~ 738년)
- 소경(蕭炅, 738년 ~ 740년)
- 개가운(蓋嘉運, 740년 ~ 742년)
- 왕수(王倕, 742년 ~ 744년)
- 부몽령찰(夫蒙靈詧, 744년 ~ 746년)
- 황보유명(皇甫惟明, 746년)
- 왕충사(王忠嗣, 746년 ~ 747년)
- 안사순(安思順, 747년 ~ 752년)
- 고선지(高仙芝, 751년, 未任)
- 가서한(哥舒翰, 753년 ~ 756년)
- 왕사례(王思禮, 756년)
- 주필(周佖, 756년 ~ 757년)
- 풍왕(豐王) 이공(李珙, 756년)
- 곽자의(郭子儀, 757년 9월 ~ 759년 3월)
- 내진(來瑱, 759년)
- 양지렬(楊志烈, 759년 ~ 765년 10월)
- 양휴명(楊休明, 약 765년 하반기 ~ 766년)
- 주정(周鼎, 약 766년 ~ 771년): 771년, 주정이 염조(閻朝)에게 살해되었는데 조정에서는 다시 하서절도사를 임명하지 않아 결국 하서절도사가 폐지되었다. 781년, 염조(閻朝)가 압박을 받고 토번에 투항하였고, 사주(沙州)가 함락되었다.

## 재설치
안사의 난 이후 토번이 틈을 타서 동쪽으로 진격하여 장안에 이르렀고, 이후 육반산(六盤山)을 양국의 국경으로 삼으니 육반산의 서쪽이 토번이 소유하게 되어 원래 하서절도사는 철폐되었다. 842년, 토번의 짼뽀 랑다르마가 피살되어 내란이 일어나자 돈황(敦煌) 일대의 한족과 다른 민족들이 장의조(張議潮)의 지휘 하에 토번의 주둔군을 축출하고 동서로 군세를 확장하니 하서 일대의 당나라의 고토가 일시에 수복되었다. 장의조는 당나라에 입조하고 하서등십일주관찰처치사(河西等十一州觀察處置使)로 임명되었다. 조정은 또한 병졸, 운인(鄆人) 2,500명을 양주(西涼府)로 보내 지키게 하였다. 이후 황소의 난으로 인해 당나라와 격절되었고, 또한 서쪽으로 감주(甘州)가 회골(回鶻)에게 탈취당하자 과(瓜), 사(沙)의 귀의군(歸義軍)과 격절되니 마침내 자립하였다.

### 역대 절도사
- 주씨(朱氏, 중화 연간)
- 호경장(胡敬璋, 895년)
- 옹고(翁郜, 당 소종 시기)

## 오대 시기
오대 시기에 하서(河西)의 땅은 회골(回鶻), 당항(党項)이 분점하였고, 오직 양주(涼州), 감주(甘州), 과주(瓜州), 사주(沙州) 만이 상시 사신을 파견해 진공하였다. 과주와 사주는 귀의군(歸義軍)의 할지가 되었는데, 중간에 감주(甘州)로 인해 교통이 격절되었으므로 오직 양주(涼州) 만이 비교적 중원과 가까이 있었다. 이후 주전충이 삭방절도사로 하여금 영하서절도(領河西節度)를 겸하게 하여 감주, 숙주(肅州), 위주(威州) 등을 관찰하게 하였다. 그러나 이는 그저 명칭에 지나지 않았고, 실제로는 양주 사람이 수장(守將)으로 자립하였다.
후당 명종 장흥 4년(933년), 양주유후(涼州留後) 손초(孫超)가 대장(大將) 탁발승겸(拓跋承謙)을 보내 입조하여 진공하게 했고, 명종은 그를 불러보았다. 탁발승겸은 "양주(涼州)는 동쪽으로 영무(靈武)와 천 리 떨어져 있고, 서북쪽으로 감주(甘州)와 오백 리에 이릅니다. 이전에 운주(鄆州) 사람 2,500명을 수병(戍兵)으로 두었지만, 황소의 난이 일어나자 마침내 격절되었습니다. 초(超) 및 성 안의 한호(漢戶) 백 여명은 모두 수병의 자손들입니다. 그 성은 지금 너비가 수 리에 이르며, 안에 현령(縣令), 판관(判官), 도압아(都押衙), 도지병마사(都知兵馬使)가 있으며, 의복과 언어는 대략 한인과 같습니다."라고 상주하였다. 명종은 마침내 손초를 양주자사(涼州刺史)로 임명하고 하서군절도유후(河西軍節度留後)를 겸하게 하였다.
청태 원년(934년), 유후(留後) 이문겸(李文謙)이 내조하여 명을 들었다. 몇년 후, 양주 사람들이 이문겸을 축출하자 영무절도사(靈武節度使) 풍휘(馮暉)가 부하 오계훈(吳繼勛)을 보내 이문겸을 대신하여 유후가 되도록 하니 이때가 천복 7년(942년)이었다. 이듬해 943년, 후진의 석경당이 경주압아(涇州押牙) 진연휘(陳延暉)로 하여금 조서를 가지고 양주로 가 안무하도록 했는데, 양주 사람들은 진연휘가 떠나는 것을 만류하고 자사로 세웠다. 후한 은제 건우 연간(948년 ~ 950년), 권지양주유후(權知涼州留後) 절포가시(折逋嘉施)가 사신을 조정으로 보내 명을 들었고, 절도사로 봉해졌다. 절도가시는 그 지역의 토호였다.
후주 광순 2년(952년), 절포가시가 개봉(開封)에 말을 팔려고 왔는데, 조정에 장수와 관리를 파견해달라고 요청하였다. 마침 추밀사(樞密使)였던 왕준(王峻)이 고향 사람 신사후(申師厚)를 기용할 것을 주청하여, 그를 좌위장군(左衛將軍)으로 임명하고 하서절도사를 배수하였다. 신사후는 양주에 이르러 압아부사(押衙副使) 최호심(崔虎心), 양비곡(陽妃谷)의 수령 심념반(沈念般) 등 및 그 지역의 한인 왕정한(王廷翰), 온숭악(溫崇樂), 유소영(劉少英)을 장리(將吏)로 추천하였고, 또한 안국진(安國鎭)에서 양주까지의 길에 3개의 주(州)를 설치하여 여러 강(羌)을 통제하였으며, 그 지역의 추호(酋豪) 절포갈지(折逋葛支) 등을 자사로 기용하였는데 조정의 허가를 받았다. 그러나 그 지역의 한인과 소수민족들이 섞여 살았으므로 신사후는 능히 안무할 수 없었고, 결국 세종 현덕 원년(954년)에 이르러 신사후는 그들의 압박을 받고 아들을 유후로 임명하고 자신은 홀로 도망쳐 돌아가니 이로 인해 폄직되었다. 결국 양주는 중원과 관계를 단절하였다.

### 역대 유후(留後) 및 절도

#### 삭방군(朔方軍) 겸 영하서절도(領河西節度)
- 한손(韓遜): 907년 ~ 914년
- 한수(韓洙): 914년 ~ 928년
- 한박(韓璞): 928년
- 한징(韓澄): 929년
- 강복(康福): 929년 ~ 930년

#### 양주유후(涼州留後) 및 하서절도(河西節度)
- 마전절(馬全節): 930년
- 손초(孫超): 931년 ~ 933년
- 이문겸(李文謙): 934년 ~ 941년
- 오계흥(吳繼興): 941년 ~ 942년
- 진연휘(陳延暉): 942년 ~ 944년
- 장준고(張遵古): 945년 ~ 947년
- 절포가시(折逋嘉施): 948년 ~ 951년
- 신사후(申師厚): 951년 ~ 954년
- 신사후의 아들: 954년 ~ ?

## 오대 이후
오대 이후 그 땅은 육곡부(六谷部) 토번이 점거하였으며, 송나라 때 와서 수(帥)를 청하였는데, 당시 송유청(宋惟淸)이란 사람이 양주에 말을 팔러 갔었으므로 명을 내려 그를 영주사(領州事)에 임명하였다.

## 참고 문헌
- 《신당서》
- 《신오대사》사이부록(四夷附錄)
- 《송사》외국전8(外國傳八)

## 같이 보기
- 귀의군
- 육곡부 토번